# 東區 (岡山市)
東區（日语：／ Higashi ku */?）是日本岡山縣岡山市的4個區之一。范圍包括了百間川以東的區域（亦含舊赤磐郡瀨戶町）。
最初原本是規劃將現在的東區與中區合為一區，結果引發百間川以西住民的強烈反彈，市議會中亦有很多異議，最終因此決定分割為兩區。

## 歷史
現在東區範圍內的西大寺地區是室町時代備前國的商業中心，當時領主的居城龜山城也在此，政治中心直到戰國時代才遷往現在的岡山市中心地區。

### 年表
- 1955年4月1日：邑久郡朝日村、上道郡雄神村被併入西大寺市。
- 1956年2月20日：邑久郡大宮村被併入西大寺市。
- 1969年2月18日：西大寺市被併入岡山市 。
- 1971年5月1日：上道郡上道町被併入が岡山市。
- 2007年1月22日：赤磐郡瀨戶町被併入岡山市。
- 2009年4月1日：岡山市成為政令指定都市，同時設制東區。[1]

### 區名
2009年岡山市成為政令指定都市前，此區的區名經過公開徵募選拔後，依序為「東區」、「吉井區」、「吉井川區」、「岡東區」、「城東區」，最後以排名第一的「東區」作為區名。

## 交通

### 鐵路
- 西日本旅客鐵道
  - ■山陽本線：（赤磐市） - 萬富車站 - 瀨戶車站 - 上道車站 - （中區）
  - ■赤穗線：（瀨戶內市） - 西大寺車站 - 大多羅車站 - （中區） - （東区，但此部分未設車站） - （中區）

已停止營運
- 西大寺鐵道

## 教育
大學
- 環太平洋大學

高等學校
- 岡山縣立西大寺高等學校
- 岡山縣立瀨戶高等學校
- 岡山縣立瀨戶南高等學校
- 岡山學藝館高等學校

特殊學校
- 岡山縣立岡山東支援學校
- 岡山縣立岡山瀨戶高等支援學校

## 外部連結
- （日語） 官方网站
- OpenStreetMap上有關東區 (岡山市)的地理

1. ↑  . イッシーのホームページ.   [2023-11-06]. （原始内容存档于2024-01-23） （日语）.